# Les Aires
Les Aires este o comună în departamentul Hérault din sudul Franței. În 2009 avea o populație de 563 de locuitori.

## Evoluția populației
| An        | 1975 | 1982 | 1990 | 1999 | 2006 | 2009 |
| --------- | ---- | ---- | ---- | ---- | ---- | ---- |
| Populație | 361  | 467  | 537  | 544  | 557  | 563  |